# Florencia Bonsegundo
Florencia Bonsegundo, född den 14 juli 1993 i Morteros, är en argentinsk fotbollsspelare (mittfältare) som spelar för spanska Sporting de Huelva och det argentinska landslaget. Hon var en del av den trupp som spelade VM i Frankrike år 2019 och blev målskytt i den avslutande gruppspelsmatchen mot Skottland som slutade 3-3.  Hon blev även målskytt i playoff-mötet med Panama där vinsten innebar att Argentina tog sig till 2019 års VM.
Bonsegundo har även deltagit i U20-världsmästerskapet år 2012, i 2014 års upplaga av de sydamerikanska mästerskapen och i Copa America Femenina år 2018.